# Плугонвен
Плугонвен (фр. Plougonven) — коммуна на северо-западе Франции, находится в регионе Бретань, департамент Финистер, округ Морле, кантон Плуиньо. Расположена в 12 км к юго-востоку от Морле, в 14 км от национальной автомагистрали N12.
Население (2019) — 3 454 человека.

## Достопримечательности
- Готическая церковь Святого Ива XV-XVI веков
- Усадьба Мезедерн XVII-XVIII веков

## Экономика
Структура занятости населения:
- сельское хозяйство — 18,7 %
- промышленность — 3,8 %
- строительство — 13,6 %
- торговля, транспорт и сфера услуг — 12,5 %
- государственные и муниципальные службы — 51,4 %

Уровень безработицы (2018) — 11,3 % (Франция в целом —  13,4 %, департамент Финистер — 12,1 %). 

Среднегодовой доход на 1 человека, евро (2018) — 21 170 (Франция в целом — 21 730, департамент Финистер — 21 970).

## Демография
Динамика численности населения, чел.

## Администрация
Пост мэра Плугонвена с 2020 года занимает Бернадетт Офре (Bernadette Auffret). На муниципальных выборах 2020 года возглавляемый ею независимый блок победил в 1-м туре, получив 57,82 %.
| Период | Период | Фамилия        | Партия                  | Примечания |
| ------ | ------ | -------------- | ----------------------- | ---------- |
| 1979   | 1989   | Эрве Флош      | Социалистическая партия |            |
| 1989   | 2001   | Ив Ле Кан      | Социалистическая партия |            |
| 2001   | 2008   | Робер Моро     | Социалистическая партия |            |
| 2008   | 2014   | Андре Прижан   | Социалистическая партия |            |
| 2014   | 2020   | Ивон Ле Кус    | Разные правые           | пенсионер  |
| 2020   |        | Бернадетт Офре |                         |            |

## Галерея
- Церковь Святого Ива с кальварией
- Оссуарий
- Усадьба Мезердерн

1. 1 2  база данных о французских коммунах — Национальный географический институт Франции, 2015.